# Koszczino
Koszczino (ros. Кощино) – wieś (dieriewnia) w Rosji, w obwodzie smoleńskim, w rejonie smoleńskim. W 2010 liczyła 1811 mieszkańców.